# Aojiang, Fujian
Aojiang (kinesiska: 敖江) är en köping i sydöstra Kina. Den ligger i Lianjiang härad i provinshuvudstaden Fuzhou i provinsen Fujian, omkring 27 kilometer nordost om centrala Fuzhou. Antalet invånare är 52 636. Befolkningen består av 25 817 kvinnor och 26 819 män. Barn under 15 år utgör 14,0 %, vuxna 15-64 år 79 %, och äldre över 65 år 5,0 %.